# Prunus espinozana
Prunus espinozana là loài thực vật có hoa trong họ Hoa hồng. Loài này được C.L. Li. miêu tả khoa học đầu tiên.